# Salmincola coregonorum
Salmincola coregonorum is een eenoogkreeftjessoort uit de familie van de Lernaeopodidae. De wetenschappelijke naam van de soort is voor het eerst geldig gepubliceerd in 1868 door Kessler.